# El tránsito de Venus (novela)
El tránsito de Venus es una novela de 1980 escrita por la autora australiana Shirley Hazzard. Ganó el Premio del Círculo Nacional de Críticos del Libro de 1980. 

## Título
Un tránsito de Venus es un evento astronómico que sucede cuando Venus pasa directamente entre el Sol y un planeta superior, volviéndose visible contra (y por lo tanto oscureciendo una pequeña porción de) el disco solar. Durante un tránsito, Venus puede verse desde la Tierra como un pequeño punto negro que se mueve a través de la cara del Sol. Los tránsitos de Venus se encuentran entre los fenómenos astronómicos predecibles más raros. Ocurren en un patrón que generalmente se repite cada 243 años. Los tránsitos de Venus tienen importancia por las mediciones e investigaciones astronómicas que han permitido realizar, históricamente, las primeras estimaciones realistas del tamaño del Sol, y de la distancia entre la Tierra y el Sol mediante el paralaje.
La historia de los intentos humanos de observar y documentar este fenómeno remite a muchos malentendidos y luchas. Los fallos en la telescopía provocaron ilusiones ópticas que los astrónomos confundieron con fenómenos atmosféricos, alterando sus mediciones, mientras que otros esperaron su vidas entera para verlo, sólo para que las nubes lo ocultaran durante ese tiempo. Jean-Baptiste Chappe d’Auteroche murió de fiebre amarilla al intentar ver el tránsito de 1769 en lo que hoy es Baja California en México. Diez años antes de ser asesinado en Hawáii, James Cook viajó a Tahití para observar un tránsito el 3 de junio de 1769 y al mismo tiempo realizar una misión encubierta para los británicos, que buscaban nuevas colonias.

## Trama
Es la historia de Cook la que conecta el tránsito de Venus a la novela de Hazzard. La escena es la campiña inglesa de la década de 1950, y dos hermanas australianas, Grace y Caro, deben soportar el comportamiento condescendiente de un profesor snob llamado Sefton Thrale que se refiere a la expedición de Cook. El otro invitado es un joven astrónomo llamado Ted, cuyo amor no correspondido por Caro acabará estructurando el libro.
La atención se centra en Caro y Grace Bell, cuyos padres se ahogaron en un accidente de ferry en el puerto de Sídney. Las jóvenes huérfanas encuentran refugio en la adinerada familia de un respetado astrónomo en Inglaterra para comenzar una nueva vida. La simpática y siempre adaptable Grace se compromete con el hijo de la casa, que hace carrera como diplomático. Caro, la hermana mayor, inteligente, talentosa y bella, se enamora perdidamente de Paul Ivory, un prometedor dramaturgo que está comprometido con una rica heredera del barrio. Trabaja en una oficina, sujeta al sexismo que se da por sentado en la época. Está muy herida por el final de su romance con Paul, pero finalmente se casa con un benefactor estadounidense y se va a vivir a Nueva York. Grace se enamora del médico de su hijo, pero él se niega a comprometerla. Ted Tice sigue amando a Caro a distancia hasta que se revelan dos secretos importantes.  

## Recepción
The Sydney Review of Books escribió: "La novela trata sobre la mayor humanidad que uno gana al rechazar la locuacidad y resistirse al golpe bajo. Ted Tice rechaza el poder accidental (y por tanto barato, ilusorio e ilegítimo) que se ofrece simplemente al percibir la debilidad de otro y explotarla. La novela es un llamado a resistir el poder vulgar, el que se obtiene mediante la reducción, las primeras impresiones, el estereotipo o la certeza rápida. Para una persona con la fibra moral de Ted, el fin nunca justificará los medios. La única ventaja que aceptará es la que le otorga su propia fuerza de carácter.
Edelgard Abenstein, Deutschlandfunk, remarca la crítica social en la novela: "Shirley Hazzard caricaturiza la vida cotidiana de las mujeres de principios de los años 60 con numerosos toques satíricos: la vida de una secretaria que consiste en preparar té, ser sumisa y coser botones. Los detalles históricos están expuestos con malicia, desde vestidos tubo hasta automóviles, interiores y bebidas. Los amantes de Mad Men obtendrán el valor de su dinero. La atmósfera de aquella época se vuelve vivaz y, sin embargo, casi parece la de hoy: “Alguien de la vieja escuela, delgado y educado, con su cabello claro y su cara cara”. 
Jo Livingstone indicó en The New Republic refiriéndose a Hazzard: "sin embargo, su agudo oído para la conversación y su ojo para detectar el momento político decisivo en una interacción social la convierten en una novelista muy adecuada para nuestros tiempos, en los que las novelas sobre la autonomía personal en el contexto de sistemas políticos más amplios son tan populares. Los lectores se están dando cuenta de que Hazzard escribió sobre su propia vida como mujer cosmopolita y profesional y simplemente publicó tarde. Si su obra inicialmente parece anticuada, puede deberse a que El tránsito de Venus se publicó en 1980, cuando ella personalmente era una mujer de mediana edad pasada de moda que parecía dejar inquietudes y salones a su paso." 
John Banville comentó en The New York Times: "Esta obra intrincada y magníficamente escrita se ha convertido merecidamente en un clásico. Trata de los grandes temas: el amor (por supuesto) y sus traiciones, la fidelidad, los descubrimientos científicos (en este caso la astronomía) sobre lo que se podría llamar la vida orgánica. A pesar de la brillantez del estilo y de la vívida humanidad de los personajes, sobre la historia pende un poderoso sentido del mal, de tal modo que, cuando el lector se va acercando al final, empieza a temer que le aguarda la tragedia." 